# Notostilbops fulvipes
Notostilbops fulvipes är en stekelart som beskrevs av Henry Keith Townes, Jr. 1970. Notostilbops fulvipes ingår i släktet Notostilbops och familjen brokparasitsteklar. Inga underarter finns listade i Catalogue of Life.